# Neosebastidae
Famille
Les Neosebastidae sont une famille de poissons téléostéens de l'ordre des Scorpaeniformes. 
Cette famille n'est pas reconnue par ITIS, qui place ces genres dans la famille des Scorpaenidae.

## Liste des espèces
Selon FishBase et World Register of Marine Species (12 février 2016) :
- genre Maxillicosta Whitley, 1935
  - Maxillicosta lopholepis Eschmeyer & Poss, 1976
  - Maxillicosta meridianus Motomura, Last & Gomon, 2006
  - Maxillicosta raoulensis Eschmeyer & Poss, 1976
  - Maxillicosta reticulata (de Buen, 1961)
  - Maxillicosta scabriceps Whitley, 1935
  - Maxillicosta whitleyi Eschmeyer & Poss, 1976
- genre Neosebastes Guichenot, 1867
  - Neosebastes bougainvillii (Cuvier, 1829)
  - Neosebastes capricornis Motomura, 2004
  - Neosebastes entaxis Jordan & Starks, 1904
  - Neosebastes incisipinnis Ogilby, 1910
  - Neosebastes johnsoni Motomura, 2004
  - Neosebastes longirostris Motomura, 2004
  - Neosebastes multisquamus Motomura, 2004
  - Neosebastes nigropunctatus McCulloch, 1915
  - Neosebastes occidentalis Motomura, 2004
  - Neosebastes pandus (Richardson, 1842)
  - Neosebastes scorpaenoides Guichenot, 1867
  - Neosebastes thetidis (Waite, 1899)